# گرم تمام ده
گرم تمام ده یا گرم مرکز دهستان گرم تمام ده و روستایی در بخش شوسف شهرستان نهبندان استان خراسان جنوبی ایران است.

## جمعیت
بر پایه سرشماری عمومی نفوس و مسکن در سال ۱۳۹۵ جمعیت این روستا ۱۶۱ نفر (در ۴۰ خانوار) بوده‌است.